# Andrew Wyeth
Andrew Newell Wyeth (/ˈwaɪ.ɛθ/), född 12 juli 1917 i Chadds Ford i Delaware County, Pennsylvania, död 16 januari 2009 i Chadds Ford, Pennsylvania, var en amerikansk målare.
Wyeths favoritmotiv är befolkningen och landskapet kring hans hemstad Chadds Ford i Pennsylvania, och motiv från sommarhusets omgivningar i Cushing, Maine. Hans mest berömda målning är Christinas värld (1948), som finns på Museum of Modern Art i New York. År 2010 ställdes verk av Wyeth ut på Nordiska akvarellmuseet på Tjörn. 
Wyeth är representerad vid bland annat Nasjonalmuseet, Metropolitan Museum, Museum of Modern Art och Cleveland Museum of Art, Art Institute of Chicago, Nelson-Atkins Museum of Art, Philadelphia Museum of Art, Museo Thyssen-Bornemisza, Smithsonian American Art Museum, Saint Louis Art Museum, National Gallery of Art, Whitney Museum of American Art och Minneapolis Institute of Art.